# 朴賛浩
朴 贊浩（パク・チャンホ、韓国語：박찬호、1973年7月28日 - ）は、大韓民国忠清南道公州市出身の元プロ野球選手（投手）。メジャーリーグベースボールのサンディエゴ・パドレスのアドバイザーを務める。
韓国人初のメジャーリーガーであり、メジャーリーグにおけるアジア人歴代最多勝利記録保持者である。

## 経歴

### プロ入り前
高校時代はトーナメントでMVPを獲得するなど活躍した。大学生として臨んだ1993年のアジア野球選手権大会では韓国代表に選出され、チームの銀メダルに貢献した。また、同年のユニバーシアードでもチームを銀メダルに導いた。
漢陽大學校の2年生だった1994年にロサンゼルス・ドジャースと契約、大学を中退して渡米した。

### ドジャース時代
1994年4月8日にアトランタ・ブレーブス戦でリリーフとして登板し、1イニングを投げてメジャーデビューを果たした。その後、シーズンのほとんどをAAで先発として過ごした。
1995年はAAA級アルバカーキでは22試合に先発し6勝7敗、防御率4.91、WHIP1.53を喫するが、奪三振率8.26を記録し「ドジャースで来年もっとも期待できる選手」に選ばれた。シーズン終盤の10月1日にはサンディエゴ・パドレス戦でメジャー初先発を果たした。
1996年にはリリーフと谷間の先発要員として、本格的にメジャーに定着した。メジャー初勝利および初先発勝利を含む5勝を上げてアクティブロースターに定着。この年のディビジョンシリーズでは出場者ロースターに登録されたが、投手陣で唯一出場のチャンスに恵まれなかった。
1997年は、開幕から先発5番手としてローテーションに定着、自身初の二桁となる14勝を挙げ、野茂英雄とともにチームの最多勝投手になる。
1998年も15勝をあげ、バンコクアジア大会では韓国代表として出場、決勝の日本戦で完投勝利し金メダルの獲得に貢献。兵役免除を手にしている。1997年から2年連続10勝以上をあげて、先発ローテーション投手として定着した。
1999年には不振に陥り、不安定な投球で13勝をあげるも防御率が5点台と悪化。この年の4月23日のカージナルス戦でフェルナンド・タティスに1イニングで2度の満塁本塁打を打たれるメジャー唯一の記録を達成させてしまった。
2000年には初完封を含めたリーグ5位の18勝10敗、同6位の防御率3.27、WHIP1.31、同2位の奪三振を挙げる。しかし同僚のケビン・ブラウンが防御率2.58という大活躍でランディ・ジョンソンの三冠王奪取を阻止し、シーズンオフのサイ・ヤング賞を決める記者投票では無得点だった。
2001年は故障で出遅れたケビン・ブラウンに代わって開幕投手となり、7回無失点の好投でチームの勝利を導いた。この年はシアトルで開かれたオールスターに選出され、ナ・リーグの2番手として登板。対峙した打者は引退表明をしたカル・リプケン・Jrだった。リプケンに先制の本塁打を打たれて敗戦投手になり、リプケンはMVPを受賞。9月にはオラクル・パークでのサンフランシスコ・ジャイアンツ戦でバリー・ボンズにマーク・マグワイアが持っていたシーズン最多本塁打の記録を更新する71号本塁打を打たれた。この試合ではボンズに2打席連続本塁打を打たれ72号も献上している。このようにメモリアルアーチを連発して献上したために、ボンズのハンク・アーロン越えとなる756号はパク相手に到達するという予測をされたことすらある。最終的にはキャリア最高となる234イニングを投げ、奪三振数でも前年を1個上回る218を記録した。

### レンジャーズ時代
2001年まで、大きな故障もなく5年連続10勝の安定した成績を上げ、FA権を取得した2002年には代理人のスコット・ボラスの手腕も手伝って5年間6500万ドルという破格の契約を結び、テキサス・レンジャーズに移籍。当時攻撃的な投資でチームの巻き返しを図ったレンジャーズのエースとしての役割を期待された。
2002年オープン戦の初試合で右大腿の肉離れを起こして降板。治療とトレーニングを並行するも完治にはいたらなかったまま、痛みを押して開幕戦に出場を強行して期待に応えようとした。だが、これが裏目に出て肉離れが再発。早期降板の上、自身初の故障者リスト登録を余儀なくされる。ここから、高額の年俸に相応しい活躍を見せるべきという重圧から焦りが出て、レンジャーズ時代は故障の完治の確証のないまま復帰しては故障の再発で故障者リスト入りを繰り返した。
1年目こそ9勝8敗とそれなりの成績を残すものの、その後はドジャース時代から発症していた腰痛を悪化させてしまうなど故障に悩まされ、稀に調子のいい時にはヤンキースやレッドソックスなど強豪チーム相手に好投を見せたりもする反面、デビルレイズやロイヤルズといった弱小チームにも滅多打ちされる不安定な投球が続き、2003年は1勝、2004年には4勝と不本意なシーズンを過ごした。この不安定な投球のため、GMから「獲得は失敗だった」と宣言されるなど、チームの首脳陣との確執を見せたりもした。
2005年には復調の兆しをみせる。テキサスの強力な打線にも助けられて、先発5番手としてそこそこの成績をあげるが7月にテキサスが年俸差額（700万ドル）を補填することを条件にサンディエゴ・パドレスにトレードされる。

### レンジャーズ退団後
トレード後はペドロ・マルティネスとの直接対決で勝つなど、このころ覚えたツーシームが走ったときは稀に素晴らしいピッチングを見せることもあるものの、基本的に安定感を欠く投球を繰り返してシーズン終了前には先発から外され中継ぎに降格となった。サンディエゴはポストシーズンに進んだものの、パクはプレーオフ出場者のロースターから外された。結局、12勝8敗と勝ち星だけは稼いだものの、防御率は5.74と10勝以上の投手中最低という成績に終わった。このシーズンオフに結婚し、ソウルで行われた披露宴ではドジャース時代の同僚である野茂英雄も出席した。
2006年は第1回ワールド・ベースボール・クラシック(WBC)の韓国代表に選出された。同大会では大会最多セーブをあげ優秀選手を受賞した。この年の開幕時にはFOX SPORTSの選定する「年俸面で過大評価されすぎている選手」の1位に選ばれ、「メジャー史上最悪の契約」などとコメントされた。このランキング以外にも、朴はレンジャーズ移籍後はこの類のリストの常連であり、カール・パバーノ、ダレン・ドライフォートとともに『最悪契約の殿堂入り選手』とされたり、『年俸泥棒の守護聖人』 などと酷評された。7月末までに7勝7敗の成績を上げたが、腸出血で故障者リストに入った。ポストシーズンにはロースターに登録され、ポストシーズン初登板となった初戦の敗戦処理を難なくこなした。オフには2度目のFAとなったが、テキサスとの5年契約はスポーツ・イラストレイテッドではMLB史上でも指折りのFA契約失敗例、Yahooスポーツの「2000年代10年間の最悪契約TOP10」では4位 として挙げられるほどの結果（5年間で先発登板98回、33勝33敗）に終わり、かつ負傷履歴や球威低下による成績不振などの影響で評価が下がり、契約先が見つからなかった。
2007年はキャンプ入り直前の2月8日、前年に比べ大幅に低い年俸60万ドルでニューヨーク・メッツと1年契約。しかし、スプリングトレーニングで先発としては不安の残るピッチングを繰り返したため、中継ぎに回るかマイナーに落ちるかの選択を迫られ、開幕をマイナーで迎えた。けが人が続出して先発投手が不足した際の4月30日にロースターに登録され、その日のフロリダ・マーリンズ戦に先発するも4回7失点で降板。3日後の5月3日にはウェイバー公示にかけられて再度のマイナー降格。マイナーでも不安定な投球を繰り返したため6月3日、所属していたAAA級ニューオーリンズから放出され、10日に正式に解雇となった（ゼファーズ時代の成績は9試合4勝4敗防御率5.57）。その後、6月12日にヒューストン・アストロズとマイナー契約を結び、アストロズ傘下のAAA級ラウンドロックに所属し、そのままメジャー昇格することなくシーズンを終えた。ラウンドロックでは15試合で2勝11敗、防御率6.51、WHIP1.48だった。シーズン直後には北京オリンピックアジア予選に出場した。

### ドジャース復帰

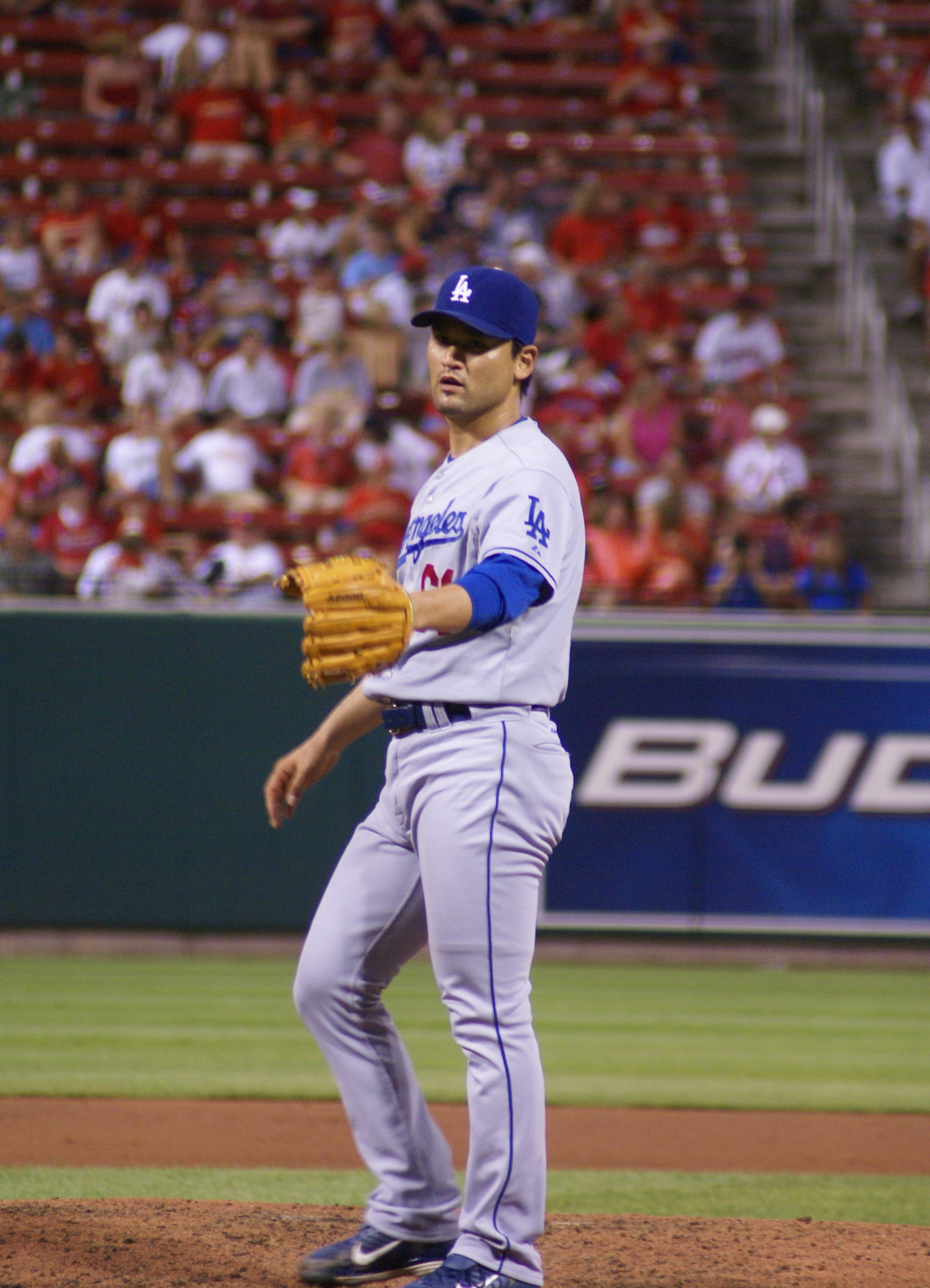
2008年

2008年は古巣であるロサンゼルス・ドジャースとマイナー契約を結んでスプリングトレーニングに招待選手として参加。オリンピック世界最終予選にはキャンプを優先して参加しなかった。開幕直前に40人枠から漏れ、マイナーで開幕を迎えた。開幕投手に予定されていたが、寸前にドジャースのロースター調整でメジャーに昇格。4月8日のアリゾナ・ダイヤモンドバックス戦にリリーフで登板した。当初は敗戦処理中心であったが、ロングリリーフ、ミドルリリーフ、谷間の先発をもこなす貴重な存在としてシーズンを送った。7月中旬に斎藤隆が負傷離脱したチーム事情からセットアップマンをつとめるようになったあたりで調子を崩し、防御率は中継ぎとしては物足りない3点台半ばであったものの、キャリア初のセーブ・ホールドを挙げるなどチームの西地区優勝に貢献した。

### フィリーズ時代
2009年はフィラデルフィア・フィリーズと年俸250万ドルの1年契約を結ぶ。開幕前の1月に第2回WBCの辞退と、韓国代表からの引退を発表した。開幕前には来日して斗山ベアーズやSKワイバーンズの春季キャンプ(高知県、宮崎県で実施)に数日間参加。中継ぎとしての起用が見込まれていたが、プレシーズンゲームで好投を続けたこともあって先発5番手の座を手にして開幕を迎えた。しかし、シーズン突入後は7回の先発機会で1勝1敗、防御率7.29、WHIP 1.74と結果を残すことができなかった。フィラデルフィアの好調な打線に救われて負けこそつかなかったものの、5月半ばに1回1/3で5失点KOされたのを契機にJ・A・ハップに先発の座を奪われ、ブルペン要員となった。中継ぎとしては防御率2.52・WHIP1.18、ホールド13という成績を残した。わずかではあるが打席にも立ち、ナ・リーグに戻ってからの5年で初めてのホームランを打った。中継ぎの弱いフィラデルフィアにおいて、ロングリリーフを任せられる貴重な戦力としてリーグ優勝に貢献した。しかし、9月半ばにハムストリングを痛め、さらにリハビリ登板中に故障を再発させてそのままシーズンを終え、チームはポストシーズンに進出したが、ディビジョンシリーズのロースター登録からは外された。リーグチャンピオンシップで復帰し、生涯ではじめてのワールドシリーズでの登板を果たした。オフにはチームがパクに対する年俸調停権を破棄。年末に中継ぎ専任として300万ドルのオファーを出したものの、先発挑戦を諦めきれなかったパクは、それ以上の年俸と先発への挑戦ができる条件を待った。

### フィリーズ退団後
2010年は300万ドルを上回るオファーや先発としてのオファーは来ることなく2月22日にニューヨーク・ヤンキースと単年120万ドルで契約。前年と同じく開幕前には来日して斗山ベアーズやSKワイバーンズの春季キャンプに数日間参加した。7月までに防御率は5点台半ばと満足な成績を残せず、トレード期限寸前となる7月末にチームがケリー・ウッドを獲得したことに伴い、DFAとなり、ウェイバー公示され、ピッツバーグ・パイレーツに移籍。中継ぎとして防御率3.49、WHIP1.13という成績を残した。10月1日のフロリダ・マーリンズ戦でリリーフで好投して勝利投手となり、野茂の123勝を超えてメジャー通算124勝目を挙げ、 メジャーリーグにおけるアジア人最多勝記録を作った。朴の通算124勝というこの勝利記録は以後も破られていない。

### オリックス時代

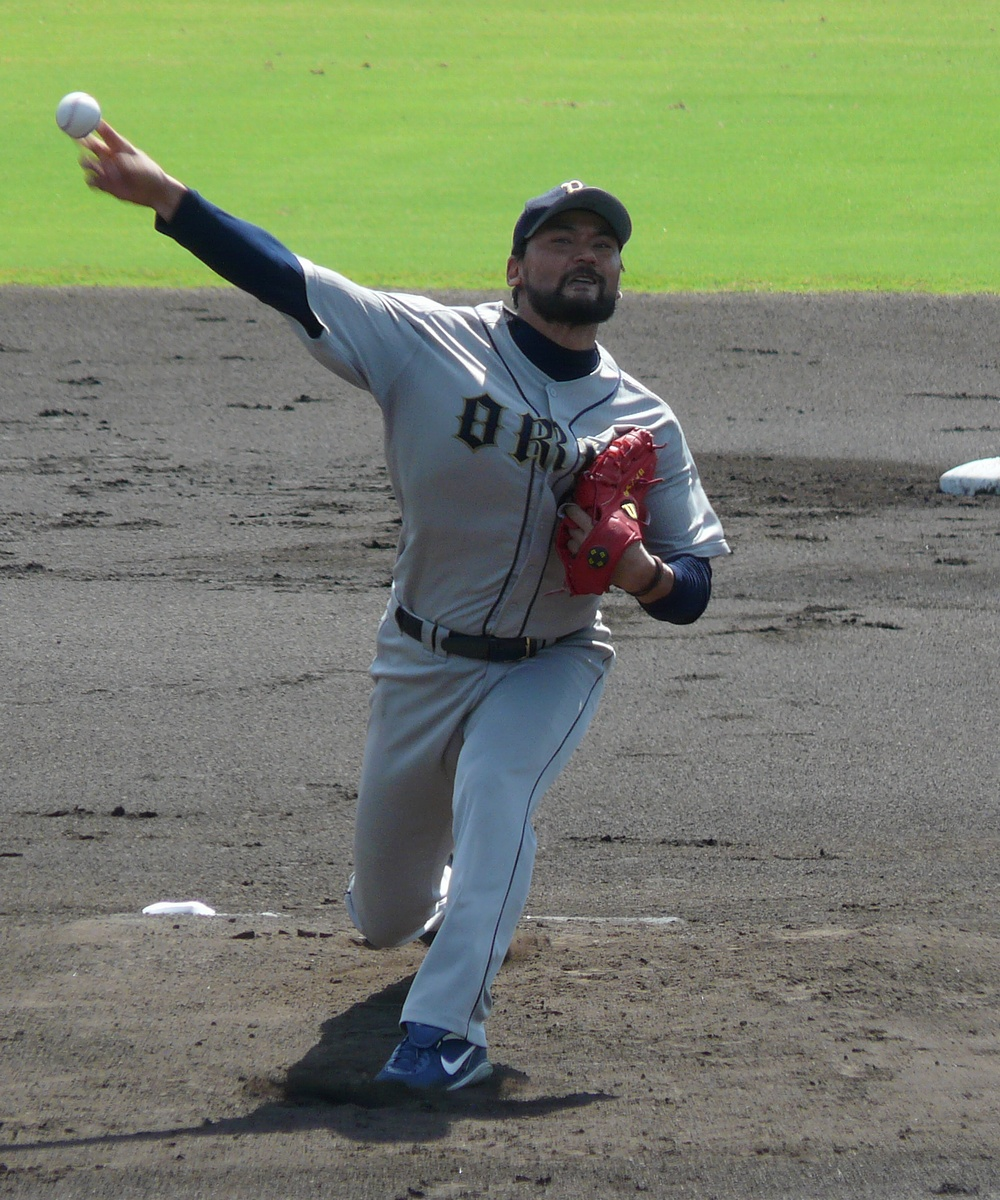
オリックス・バファローズ時代（2011年）

2010年12月20日、オリックス・バファローズが獲得を表明した。背番号は61。2011年3月22日、登録名を「朴 賛浩」から「朴 贊浩」に変更した。先発ローテーションの一角として期待されたが7試合登板で1勝（5敗）しか挙げられず、交流戦中である5月29日の中日ドラゴンズ戦を最後に登録抹消され、以降1軍昇格することなく10月24日に戦力外通告を受けてシーズンを終えた。

### ハンファ時代
日本での選手生活がうまくいかなかったこともあって、2011年夏から韓国プロ野球でのプレーを希望する発言を繰り返していたものの、韓国野球委員会の定めた海外進出選手の規定（新人ドラフト会議で指名されず韓国のプロ球団に所属したことのない韓国国籍の選手が海外の球団と契約し、その後海外の球団を退団しても、韓国のプロ球団に入る場合は原則として新人ドラフト会議での指名を受けなくてはならない）に抵触するため、その要望が認められるかどうか議論されていた。結局2011年12月13日、韓国野球委員会の理事会でこれまでの国際大会での活躍や韓国野球界の地位向上に尽くしてきた功労により、朴賛浩のための特別法が認可され、2012年は韓国のプロ球団に所属できるようになった。韓国での所属先は、故郷の公州に近い大田を本拠地とするハンファ・イーグルスとなり、2011年12月19日契約が合意に達した。
2012年の年俸は規定による最低額の2400万ウォンとなったが、本人の意思により最大6億ウォンを野球発展のために寄付することとなった。2012年は先発として起用されたが5勝10敗防御率5.06と負け越し、特に終盤5連敗に終わり力の衰えは顕著だった。同年11月末、現役引退を表明した。

### 現役引退後
2012年11月30日、ソウルで開かれた現役引退記者会見で、引退後アメリカでスポーツビジネスなどを学ぶことを明らかにした。2013年3月、第3回WBCのテレビ中継の解説を担当した。
2014年7月18日、光州起亜チャンピオンズフィールドでの韓国プロ野球オールスター戦で引退セレモニーが実施された。
2015年1月18日、アメリカのプロ野球スカウト財団は、朴賛浩と野茂英雄に「先駆者賞」を授与し、大リーグの国際化に果たした功績を称えた。
その後は古巣パドレスのアドバイザーに就任。金河成、高佑錫の加入に尽力した。
2024年3月20日にMLB史上初となる韓国のソウルでロサンゼルス・ドジャースとサンディエゴ・パドレスが開催した開幕戦の始球式を務めた。パドレスのアドバイザーでもあり、ドジャースのOBでもあるため、パドレスとドジャースが半々になったユニフォームで登場した。

## プレースタイル
度重なる故障に見舞われたレンジャース時代までは最速100mph（約161km/h）のフォーシームを中心に投球を組み立て、韓国メディアからはコリアン・エクスプレスと呼ばれる速球派だったが、2005年にはよりサイドハンド気味のスリークォーターから投げる90mph（約145km/h）前後のシュート変化をするツーシームとスライダー、カーブ、チェンジアップを中心に両サイドを突く技巧派となった。全般的にコントロールに難があり、メジャー通算での与四球率は4.11。2001年と2002年にはリーグをまたいで2年連続での最多与死球を記録した。2010年には同僚のマリアノ・リベラの握りを参考にしてカットボールを投げるようになった。
典型的なフライボールピッチャーである。レンジャーズの本拠地グローブライフ・パーク・イン・アーリントンはメジャーでも屈指のヒッターズパークかつ左打者有利であり、ドジャース時代1以下だったHR/9が2004年には2.07と倍以上になるなど最後までフィットできなかった。そのことが、レンジャーズへの移籍が成功しなかった最大の問題として現地メディアで取り上げられた。

## 人物
打者を打ち取るために最も重要なこととして「コミュケーション」を挙げている。オリックスとの契約直後、球団に試合映像を送るよう求めた際には、対戦打者の研究をするという以上に自分がどんな選手たちとプレイするのかを知ることを目的として試合映像を求めたという。
マイナー時代から多少気性の荒いところもあり、1999年に相手投手のティム・ベルチャーが朴のバントを処理して一塁線上でタッチしたところに跳び蹴りを放ち、7試合の出場停止処分を受けたこともあった。
韓国メディアからは日本人との対決姿勢を煽られることもあったが、日本の野球や選手に対しては友好的で敬意をこめた発言をすることで知られ、レンジャース時代にはマリナーズとの対戦の際に投球術やフォークボールについて佐々木主浩にアドバイスを求め、ドジャース時代には黒田博樹に度々アドバイスを送るなど日本人選手との交流もあった。2006年のワールド・ベースボール・クラシックで日本に敗れた際には韓国国内で「決勝に進むのにふさわしいのは日本ではなく韓国だ」との論調が広まったが、「残念というより韓国野球の力を世界にアピールした点で大きな意義をもつと思う。今回の大会に心残りはない。できれば大塚（晶則）やイチローなど親しい選手の多い日本が頂点に立ってくれればと思う。彼らは私と国籍は違うが、トップになるため同じ道を歩んでいる選手たちだ」とコメントし、日本の優勝が決まった時には「日本に負けた時は確かに悔しかった。だけどそれよりも私には大きな意味があった。私は日本に優勝してほしかった。韓国はできなかったからね。アジアのためにも日本の優勝はとても嬉しい」と語った。2011年に起こった東日本大震災に際しては、震災5日後に義援金1,000万円を寄付した。
日本海呼称問題に関しては2012年に「日本海」を「東海」に名称を変更させるための署名をホワイトハウスHPへおこなうようカカオトークなどで呼びかけた。

## 詳細情報

### 年度別投手成績
| 年 度     | 球 団      | 登 板 | 先 発 | 完 投 | 完 封 | 無 四 球 | 勝 利 | 敗 戦 | セ 丨 ブ | ホ 丨 ル ド | 勝 率 | 打 者 | 投 球 回 | 被 安 打 | 被 本 塁 打 | 与 四 球 | 敬 遠 | 与 死 球 | 奪 三 振 | 暴 投 | ボ 丨 ク | 失 点 | 自 責 点 | 防 御 率 | W H I P |
| --------- | ---------- | ----- | ----- | ----- | ----- | -------- | ----- | ----- | -------- | ----------- | ----- | ----- | -------- | -------- | ----------- | -------- | ----- | -------- | -------- | ----- | -------- | ----- | -------- | -------- | ------- |
| 1994      | LAD        | 2     | 0     | 0     | 0     | 0        | 0     | 0     | 0        | --          | ----  | 23    | 4.0      | 5        | 1           | 5        | 0     | 1        | 6        | 0     | 0        | 5     | 5        | 11.25    | 2.50    |
| 1995      | LAD        | 2     | 1     | 0     | 0     | 0        | 0     | 0     | 0        | --          | ----  | 16    | 4.0      | 2        | 1           | 2        | 0     | 0        | 7        | 0     | 1        | 2     | 2        | 4.50     | 1.00    |
| 1996      | LAD        | 48    | 10    | 0     | 0     | 0        | 5     | 5     | 0        | --          | .500  | 477   | 108.2    | 82       | 7           | 71       | 3     | 4        | 119      | 4     | 3        | 48    | 44       | 3.64     | 1.41    |
| 1997      | LAD        | 32    | 29    | 2     | 0     | 0        | 14    | 8     | 0        | --          | .636  | 792   | 192.0    | 149      | 24          | 70       | 1     | 8        | 166      | 4     | 1        | 80    | 72       | 3.38     | 1.14    |
| 1998      | LAD        | 34    | 34    | 2     | 0     | 0        | 15    | 9     | 0        | --          | .625  | 946   | 220.2    | 199      | 16          | 97       | 1     | 11       | 191      | 6     | 2        | 101   | 91       | 3.71     | 1.34    |
| 1999      | LAD        | 33    | 33    | 0     | 0     | 0        | 13    | 11    | 0        | 0           | .542  | 883   | 194.1    | 208      | 31          | 100      | 4     | 14       | 174      | 11    | 1        | 120   | 113      | 5.23     | 1.58    |
| 2000      | LAD        | 34    | 34    | 3     | 1     | 0        | 18    | 10    | 0        | 0           | .643  | 963   | 226.0    | 173      | 21          | 124      | 4     | 12       | 217      | 13    | 0        | 92    | 82       | 3.27     | 1.31    |
| 2001      | LAD        | 36    | 35    | 2     | 1     | 1        | 15    | 11    | 0        | 0           | .577  | 981   | 234.0    | 183      | 23          | 91       | 1     | 20       | 218      | 3     | 3        | 98    | 91       | 3.50     | 1.17    |
| 2002      | TEX        | 25    | 25    | 0     | 0     | 0        | 9     | 8     | 0        | 0           | .529  | 666   | 145.2    | 154      | 20          | 78       | 2     | 17       | 121      | 9     | 0        | 95    | 93       | 5.75     | 1.59    |
| 2003      | TEX        | 7     | 7     | 0     | 0     | 0        | 1     | 3     | 0        | 0           | .250  | 146   | 29.2     | 34       | 5           | 25       | 0     | 6        | 16       | 1     | 1        | 26    | 25       | 7.58     | 1.99    |
| 2004      | TEX        | 16    | 16    | 0     | 0     | 0        | 4     | 7     | 0        | 0           | .364  | 428   | 95.2     | 105      | 22          | 33       | 0     | 13       | 63       | 1     | 1        | 63    | 58       | 5.46     | 1.44    |
| 2005      | TEX        | 20    | 20    | 0     | 0     | 0        | 8     | 5     | 0        | 0           | .615  | 502   | 109.2    | 130      | 8           | 54       | 1     | 6        | 80       | 3     | 0        | 70    | 69       | 5.66     | 1.68    |
| 2005      | SD         | 10    | 9     | 0     | 0     | 0        | 4     | 3     | 0        | 0           | .571  | 213   | 45.2     | 50       | 3           | 26       | 0     | 4        | 33       | 3     | 0        | 33    | 30       | 5.91     | 1.66    |
| '05計     | SD         | 30    | 29    | 0     | 0     | 0        | 12    | 8     | 0        | 0           | .600  | 715   | 155.1    | 180      | 11          | 80       | 1     | 10       | 113      | 6     | 0        | 103   | 99       | 5.74     | 1.67    |
| 2006      | SD         | 24    | 21    | 1     | 1     | 0        | 7     | 7     | 0        | 0           | .500  | 606   | 136.2    | 146      | 20          | 44       | 7     | 10       | 96       | 5     | 0        | 81    | 73       | 4.81     | 1.39    |
| 2007      | NYM        | 1     | 1     | 0     | 0     | 0        | 0     | 1     | 0        | 0           | .000  | 20    | 4.0      | 6        | 2           | 2        | 0     | 0        | 4        | 1     | 0        | 7     | 7        | 15.75    | 2.00    |
| 2008      | LAD        | 54    | 5     | 0     | 0     | 0        | 4     | 4     | 2        | 5           | .500  | 412   | 95.1     | 97       | 12          | 36       | 7     | 4        | 79       | 2     | 1        | 43    | 36       | 3.40     | 1.40    |
| 2009      | PHI        | 45    | 7     | 0     | 0     | 0        | 3     | 3     | 0        | 14          | .500  | 362   | 83.1     | 84       | 5           | 33       | 3     | 5        | 73       | 2     | 0        | 43    | 41       | 4.43     | 1.40    |
| 2010      | NYY        | 27    | 0     | 0     | 0     | 0        | 2     | 1     | 0        | 0           | .666  | 157   | 35.1     | 40       | 7           | 12       | 0     | 1        | 29       | 2     | 0        | 25    | 22       | 5.60     | 1.47    |
| 2010      | PIT        | 26    | 0     | 0     | 0     | 0        | 2     | 2     | 0        | 1           | .500  | 121   | 28.1     | 25       | 2           | 7        | 1     | 2        | 23       | 5     | 0        | 14    | 11       | 3.49     | 1.13    |
| '10計     | PIT        | 53    | 0     | 0     | 0     | 0        | 4     | 3     | 0        | 1           | .571  | 278   | 63.2     | 65       | 9           | 19       | 1     | 3        | 52       | 7     | 0        | 39    | 33       | 4.66     | 1.32    |
| 2011      | オリックス | 7     | 7     | 1     | 0     | 1        | 1     | 5     | 0        | 0           | .167  | 181   | 42.0     | 44       | 3           | 12       | 1     | 3        | 21       | 0     | 1        | 21    | 20       | 4.29     | 1.33    |
| 2012      | ハンファ   | 23    | 23    | 1     | 0     | 0        | 5     | 10    | 0        | 0           | .333  | 552   | 121.0    | 134      | 11          | 52       | 0     | 11       | 68       | 4     | 1        | 76    | 68       | 5.06     | 1.54    |
| MLB：17年 | MLB：17年  | 476   | 287   | 10    | 3     | 1        | 124   | 98    | 2        | 20          | .558  | 8714  | 1993.0   | 1872     | 138         | 910      | 35    | 208      | 1715     | 75    | 14       | 1046  | 965      | 4.36     | 1.40    |
| NPB：1年  | NPB：1年   | 7     | 7     | 1     | 0     | 1        | 1     | 5     | 0        | 0           | .167  | 181   | 42.0     | 44       | 3           | 12       | 1     | 3        | 21       | 0     | 1        | 21    | 20       | 4.29     | 1.33    |
| KBO：1年  | KBO：1年   | 23    | 23    | 1     | 0     | 0        | 5     | 10    | 0        | 0           | .333  | 552   | 121.0    | 134      | 11          | 52       | 0     | 11       | 68       | 4     | 1        | 76    | 68       | 5.06     | 1.54    |

- 各年度の太字はリーグ最高

### 記録
MLB
- オールスターゲーム選出：1回（2001年）

NPB
投手記録
- 初登板・初先発：2011年4月15日、対東北楽天ゴールデンイーグルス1回戦（阪神甲子園球場）、6回2/3を3失点で敗戦投手
- 初奪三振：同上、3回裏に草野大輔から見逃し三振
- 初勝利・初先発勝利：2011年4月22日、対埼玉西武ライオンズ1回戦（京セラドーム大阪）、7回無失点
- 初完投：2011年4月29日、対東北楽天ゴールデンイーグルス4回戦（日本製紙クリネックススタジアム宮城）、8回3失点で敗戦投手
- 初登板で対戦した第一打者に被本塁打：上記の「初登板」の項を参照、1回裏無死に松井稼頭央に右越先頭打者本塁打　※史上59人目（パ・リーグ33人目）

打撃記録
- 初打席：2011年5月22日、対読売ジャイアンツ1回戦（東京ドーム）、3回表にセス・グライシンガーの前に空振り三振

### 背番号
- 61 （1994年 - 2012年）